# Эйнджел (порноактриса)
Эйнджел (англ. Angel, также Brandee, настоящее имя — Дженнифер Джеймс англ. Jennifer James, род. 7 декабря 1966, США) — бывшая американская порноактриса.

## Биография
Родилась в декабре 1966 года в США. Имеет немецкие и ирландские корни. Дебютировала в порноиндустрии в 1984 году, вскоре после 18-летия. Первым фильмом стала картина Pleasures of Innocence, большая часть карьеры прошла в период т. н. «серебряного века порно» (см. также «золотой век порно» — порношик). Тогда как многие актрисы снимались в среднем в пяти-шести фильмах в месяц, Эйнджел играла примерно в шести фильмах в год, что позволило ей избежать уставшего утомлённого вида, который приобретают многие крупные актрисы спустя несколько лет.
Снималась для таких студий, как VCA Pictures, Cal Vista, Caballero Home Video, Metro, Alpha Blue, VCX, Intropics Video, Western Visuals, Command Video, Zebra и Pretty Girl Amateurs.
В период с 1984 по 1985 год снялась в десятке громких фильмов, что позволило ей завоевать признание в индустрии. В результате в 1986 году Эйнджел получила AVN Awards в номинации «лучшая новая старлетка», а в октябре 1985 года стала «Киской месяца» журнала Penthouse.
После такого успеха Эйнджел постепенно отходит от индустрии, начав работать визажистом в магазине в Беверли-Хиллз. В 1988 году возвращается, подписав эксклюзивный контракт с Intropics Video, чтобы сняться в главной роли в четырёх фильмах: Angel of the Island, Angel Rising, Angel’s Back и Honky Tonk Angels.
Исполнив условия контракта, снова выходит в отставку. С 1989 по 1991 год снова эпизодически снимается, затем уходит на пенсию окончательно, сыграв в общей сложности в 49 фильмах.

## Достижения
| Год  | Церемония  | Результат | Номинация              | Работа |
| ---- | ---------- | --------- | ---------------------- | ------ |
| 1986 | AVN Awards | Победа    | Лучшая новая старлетка | н/д    |

## Избранная фильмография
- Angel of the Night[10] (1985),
- Blonde Heat[11] (1985),
- Debbie Does 'Em All[12],
- Ginger Rides Again[13],
- Hot Blooded[14] (1985),
- L’Amour[15],
- Matinee Idol[16],
- Oral Majority[17],
- Passions[18],
- Too Hot to Touch[19],
- Tower of Power[20],
- Undercover Angel[21],
- For Your Thighs Only (1985)
- Three Faces Of Angel (1986)
- Honky Tonk Angels (1988)
- Only The Best Of Women With Women (1988)
- Lost Angel (1989).